# Flatiron Building
Flatiron Building (česky žehlička), původně Fuller Building, je výšková budova ležící na rohu 23. ulice, Fifth Avenue a Broadway v městské čtvrti Manhattan v New York City. Po svém dokončení roce 1902 patřila se svými 87 metry k nejvyšším budovám ve městě a je považována za jeden z prvních mrakodrapů.

## Architektura
Flatiron Building byla navržena chicagským architektem Danielem Burnhamem společně s Johnen Wellborn Rootem ve stylu Beaux-Arts. Její fasáda z vápence a glazované terakoty je podobně jako klasický řecký sloup rozdělena do tří horizontálních částí. Jako jedna z prvních budov s ocelovou konstrukcí, mohla Flatiron Building dosáhnout výšky 87 m, což by pomocí jiných metod byl v té době jen těžko dosažitelný výsledek.
Prvotní návrh Daniela Burnhama se od výsledné realizace lišil dekorativnějším zakončením budovy s prvky ustupující fasády a hodinovým ciferníkem. Tyto prvky však byly z návrhu odstraněny.
V zakulacené špičce je trojúhelníková budova široká jen 2 metry. Se svými 22 podlažími a 87 metry výšky je Flatiron Building často považována za nejstarší dosud stojící mrakodrap na Manhattanu, třebaže Park Row Building z roku 1899 je starší i vyšší.
Flatiron Building není ani první stavbou „žehličkového“ tvaru. Předcházela jí Gooderham Building v Torontu z roku 1892 a budova v Atlantě z roku 1897. Obě budovy jsou ale menší než jejich newyorský protějšek.